# اسپلینتر سل تام کلنسی: محکومیت
تام کلنسی اسپیلنترسل: محکومیت (به انگلیسی: Tom Clancy's Splinter Cell: Conviction) پنجمین بازی از سری اسپلینتر سل است که توسط یوبی‌سافت تولید و منتشر شده‌است.

## داستان
سم فیشر برای سازمانی به نام Third Echelon که یکی از زیر مجموعه‌های ان‌اس‌آ (سازمان امنیت ملی آمریکا) بود در حال مأموریت بود که دخترش سارا فیشر در یک سانحه رانندگی کشته می‌شود. پس از اتفاقات بازی مامور دو جانبه سم دیگر برای هیچ سازمانی کار نمی‌کند. او تنها یک هدف دارد و آن هم این است که پرده از راز قتل دخترش بردارد ولی می‌فهمد که دخترش زنده است و می‌خواهد که هر کسی که باعث این ماجرا شده‌است را پیدا و نابود کند. در اواسط بازی می‌فهمد کسی که باعث و بانی این حوادث شده خیلی بزرگ‌تر آن چیزی است که فکرش را می‌کند.

سم فیشر در نمایی از بازی

## ساخت
کانویکشن از AMD Eyefinity پشتیبانی میکند.